# Grande mosquée de Lyon
La grande mosquée de Lyon est un édifice religieux musulman, situé à Lyon, en France. Né de la volonté des édiles tant religieux que civils à la fin des années 1970, ce lieu de culte connaît une genèse mouvementée. Après plusieurs déplacement de sites dus à plusieurs recours, mouvements apolitiques, politiques de riverains ou d'associations, le bâtiment est finalement inauguré le 30 septembre 1994.

## Présentation
La mosquée se situe sur le boulevard Pinel, dans le huitième arrondissement de Lyon. La partie consacrée aux lieux de prière est complétée d'espaces à vocation culturelle et de loisirs, tels qu'une bibliothèque et une école. Elle dénombre une capacité de 3 500 personnes. Elle a été réalisée par l'architecte Robert Ballandras.

## Histoire

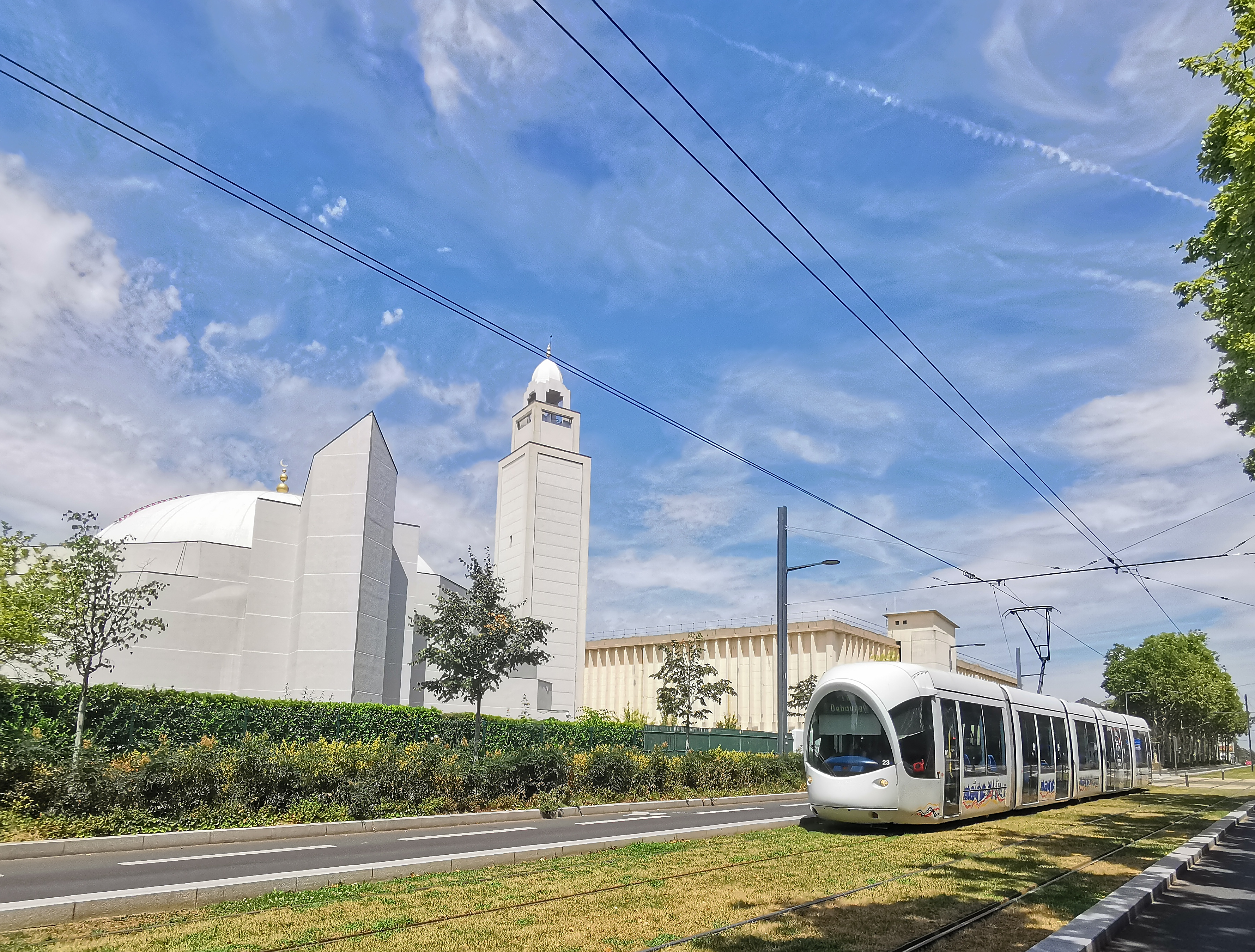
Depuis novembre 2019, la Grande Mosquée est desservi par la ligne T6 du tramway.

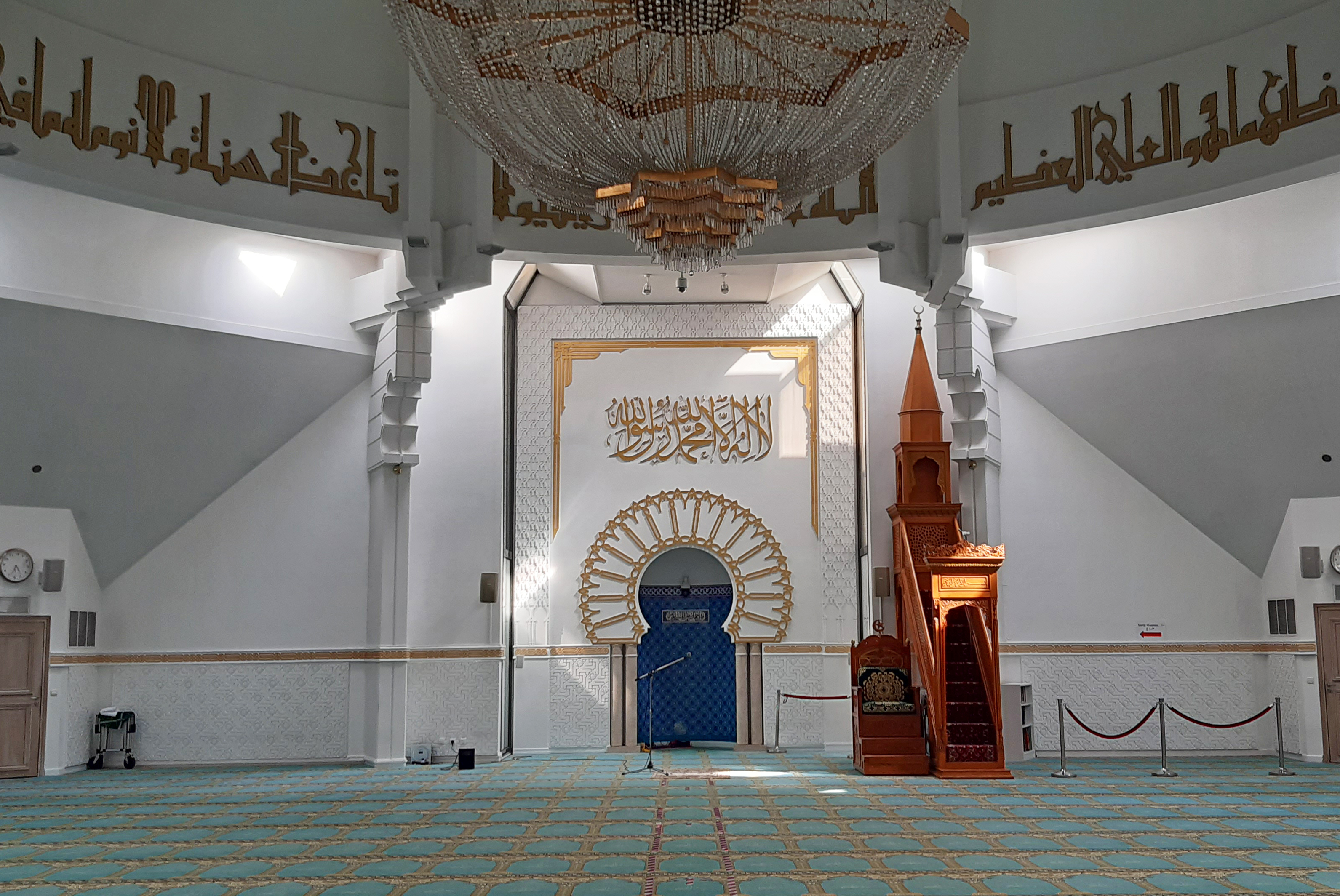
La grande salle de prière.

À la fin des années 1970, constatant le besoin des musulmans de se réunir dans des salles de prière, le maire Louis Pradel et le cardinal Renard suggèrent la construction d'une mosquée. En 1980, Rabah Kheliff, Kamel Kabtane et Mohamed Tahar créent l'association culturelle lyonnaise islamo-française (ACLIF), dont la mission est de réunir les fonds pour la construction de la mosquée.
En 1981, Valéry Giscard d'Estaing déclare, pendant la campagne présidentielle, que l'État financerait la construction d’un centre culturel pour la communauté musulmane de Lyon.
En 1984, un premier permis de construire est accordé par Francisque Collomb, maire de Lyon. En juillet 1984, ce permis est annulé par le tribunal administratif pour « empiètement sur zone « terrain classé boisé » ».
En 1985, un deuxième permis de construire est accordé tacitement ; ce permis est reconnu valable par le tribunal administratif le 10 juin 1986.
En 1987, la mairie de Lyon propose un nouveau terrain sur le site de la rue de Surville dans le 8e arrondissement. Un troisième permis de construire est délivré à l’ACLIF, près de l’hôpital Saint-Jean-de-Dieu. Mais un comité de riverains intitulé « Mouvement apolitique d’intérêt national », soutenu par le Front national, s'oppose à la construction de la mosquée sur ce site.
En 1989, Michel Noir, maire de Lyon, annonce la construction de la mosquée boulevard Pinel. Un nouveau permis de construire est délivré le 29 août. Une pétition des riverains contre l'édification de la mosquée est déposée le 6 septembre, suivi d'une manifestation d'opposants le 25 septembre.
En 1991, l’association de riverains est déboutée par le tribunal de grande instance de sa demande d’annulation du bail consenti à l’ACLIF.
Le 14 juin 1992, la première pierre est posée en présence de plus de 3 000 personnes et en l’absence des autorités de la ville qui avaient décidé de ne pas y participer[réf. nécessaire]. Le chantier débute le 15 juillet.
En 1993, le Pr Lahnech décède. Rabah Kheliff est élu président de l’ACLIF et du comité pour la construction de la mosquée de Lyon.
En 1994, le conseil islamique Rhône-Alpes (CIRA), association loi 1905, est créé. Création par l’ACLIF et le CIRA de la société civile immobilière « Mosquée de Lyon » chargée de la gestion du patrimoine de la mosquée de Lyon. Le 30 septembre 1994 a lieu l’inauguration de la mosquée par Charles Pasqua, ministre des cultes, Michel Noir, maire de Lyon, l’ambassadeur d’Arabie saoudite et les autorités civiles et religieuses.
En 2011, la diffusion de documents américains par Wikileaks montre que l'administration américaine considère ce lieu comme « l'un des centres de recrutement d'Al-Qaïda en Europe ». Jean-François Carenco, préfet du Rhône a démenti ces accusations, tandis que le recteur de la mosquée, outré, dénonçait ces « soupçons graves et destructeurs »

## Fonction culturelle et sociale
La mosquée de Lyon entend jouer un rôle culturel par le biais de sa bibliothèque, elle propose aussi un enseignement de la langue arabe ainsi que des grands principes de l'islam. Chaque année, en octobre, un colloque est organisé et réunit chercheurs, universitaires et savants musulmans du monde entier[réf. nécessaire]. Par ailleurs, la mosquée dispose d'un service social qui fonctionne toute l'année pour aider les personnes en difficulté financière ou sociale et met en place une banque alimentaire pour aider les plus démunis. Elle a participé pour la première fois aux journées du patrimoine en 2002.

## Certification halal
L’une des prérogatives de la grande mosquée de Lyon, en tant qu’institution religieuse, est de permettre l’accès de façon sécurisée à des produits conformes aux principes islamiques. Pour ce faire, l’association rituelle de la grande mosquée de Lyon (ARGML) a été créée. Cet organisme assure le contrôle et la certification halal des viandes, produits agro-alimentaires, produits d’hygiène et cosmétiques, destinés à la consommation de la communauté musulmane. À l’instar de JAKIM, le premier certificateur mondial, ou du SFCVH de la grande mosquée de Paris, la grande mosquée de Lyon autorise la pratique de l’électronarcose avant l’abattage des animaux. Elle exige également la présence de ses certificateurs sur les lieux d’abattage.

## Accessibilité

### Transports en commun
: Station Laënnec

     : Arrêt Essarts-Laënnec

    : Arrêt Desgenettes